# 西門市場站
西門市場站（：／ Seomun-sijang yeok */?）副站名東山醫院（동산병원），是大邱地鐵3號線沿線的一座高架車站，位於韓國大邱廣域市中區東山洞。

## 車站結構
站體為2面2線側式月台的高架車站，候車月台設有半高式月台門，並有4處出口。
月台與站體外部可以升降機直接連結。

### 月台配置
| 達城公園 ↑ |
| \| 上      |
| ↓ 青蘿坡   |

| 月台 | 路線               | 目的地                               |
| ---- | ------------------ | ------------------------------------ |
| 上行 | ●大邱都市鐵道3號線 | 達城公園、八達市場、漆谷慶大醫院方向 |
| 下行 | ●大邱都市鐵道3號線 | 青蘿坡、兒童會館、龍池方向           |

## 歷史
- 2015年4月23日：開通啟用。

## 車站周邊
- 大邱西門郵局
- 大邱東山醫院郵局
- 大新治安中心
- 大新119消防安全中心
- PBC大邱天主教平和廣播
- 纖維會館
- 達城公園
- 西門市場
- 西門治安中心
- 龜岩書院（朝鲜语：구암서원 (대구)）
- 桂山聖堂
- 豬肉商街
- 大邱機車商街
- 大邱藥令市文化街
- 啟明大學附設東山醫院

## 圖片

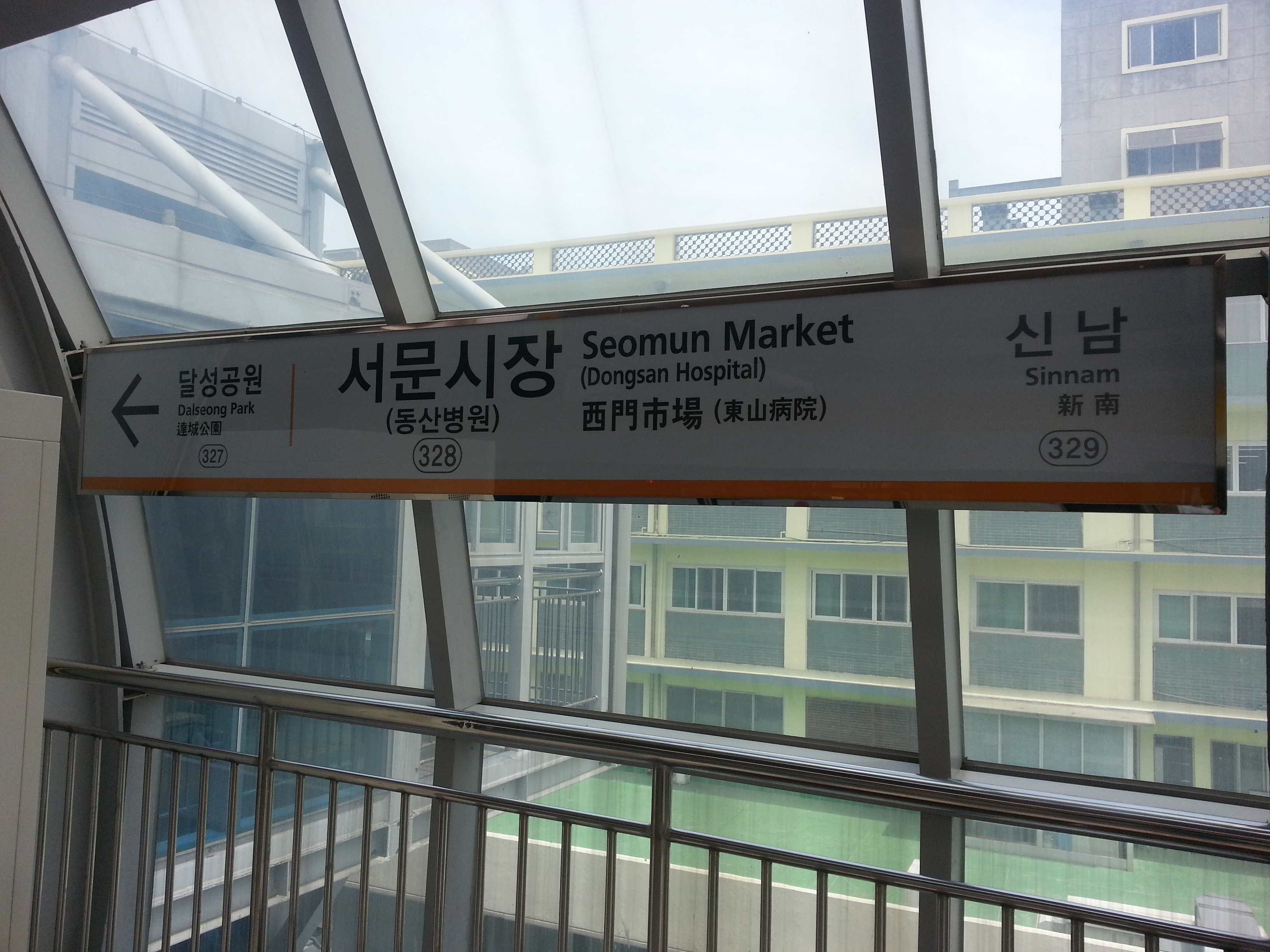
站名牌
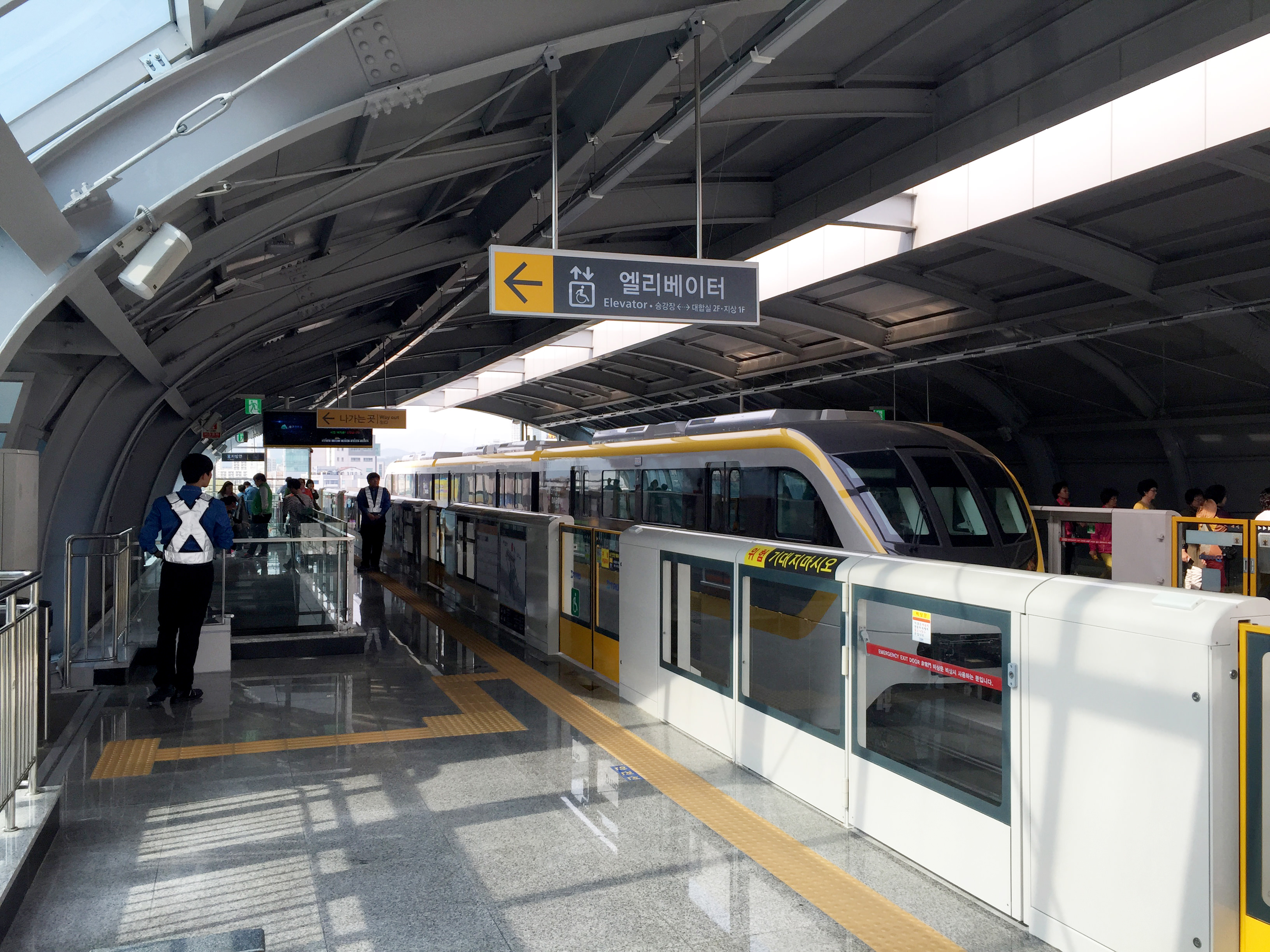
候車月台
3號出口
車站建築，夜間

## 相鄰車站
大邱都市鐵道公社
●大邱都市鐵道3號線
達城公園（327）－西門市場（328）－青蘿坡（329）